# Battle of the Humungonauts
Chapter 9: battle of the Humungonauts (Capítulo 9: La Batalla de los Humungonautas en América Latina, y La Batalla de los Humungonautas en España), es el noveno episodio de la primera temporada de la serie de televisión animada Scooby-Doo! Misterios, S. A..
El guion principal fue elaborado por Robert Eschbacher y Jonh P. McCann se encargaro de dibujar el guion gráfico, y Curt Geda estuvo a cargo de la dirección general. El episodio fue producido por la compañía Warner Bros. Animation, a manera de secuela de la serie original de Hanna-Barbera Productions, Scooby-Doo ¿dónde estás? (1969).
Se estrenó oficialmente en los Estados Unidos el 07 de septiembre de 2010 por Cartoon Network. En Hispanoamérica y Brasil, el episodio se estrenó oficialmente el 01 de mayo de 2011 a las 17:00 a través de Cartoon Network.

## Argumento
En el recién fundado restaurante "El Tiki Tub", el sheriff Stone y el alcalde Fred Jones se relajan y hablan de lo bueno que es el negocio para Gruta de Cristal, mientras disfrutan de entretenimiento en vivo con una cantante. En el momento en que la chica termina de cantar, una gigantesca criatura, con pelaje, colmillos y de piel verde aparece de la nada y ataca el restaurante, destrozándolo por completo.

En la casa de Shaggy, Scooby está buscando a su amigo por todas partes, hasta que lo encuentra en plena sesión de besos con Vilma, descubriendo su relación secreta. Vilma intenta persuadir a Shaggy de no esconder más su relación ante Scooby, y Shaggy trata de explicarle a Scooby que quiere a Vilma tanto como lo quiere a él. Pero el gran danés se enfada con ambos, sintiéndose engañado. Posteriormente, Misterio a la Orden llega al lugar de los hechos, para investigar el ataque de la criatura. El despreocupado Sheriff Stone ha bautizado la bestia con el nombre de "Humungonauta" (que en latín significa "Viajero espacial"). El grupo también se topa con Rusty Gnales, un constructor muy contento con las destrucciones del monstruo, ya que los crímenes lo dejan con lugares para construir y por ende le generan muchas ganancias. Un segundo Humungonauta de color rojo ataca el lugar donde todos se encuentran, confundiéndolos todavía más.

En la estación de radio K-Ghoul, Angel descubre que los chicos son incapaces de resolver el nuevo misterio, debido a la inestabilidad emocional por la que están pasando, producida por la tristeza y enfado de Scooby hacia Shaggy y Vilma. Fred trata de solucionar el problema llevando a la pandilla a una especie de terapia de grupo: una parrillada con el Sheriff Stone, quien desde luego no arregla nada. Vilma y Scooby se cansan de todo y confrontan a Shaggy, exijiéndole que escoja entre su amor por Vilma, o su amistad con Scooby. Fred piensa que, para poder actuar como equipo otra vez, lo primero que necesitan es una identidad. Así que, a petición del muchacho, el grupo decide ponerse el nombre de «Misterios, S. A.» (Mystery Incorporated) en homenaje a los chicos desaparecidos. Usando unos ridículos uniformes diseñados por el mismo Fred, el grupo allana el lugar de construcción, Dispuesto a investigar a su único sospechoso Rusty. Scooby y Shaggy, por más que tratan de separarse, irónicamente no pueden, y las cosas empeoran cuando el lugar es atacado por el Humungonauta verde. Durante el ataque, la pandilla observa con sus propios ojos como Rusty es atacado por la criatura.

Desilusionados por su falta de sospechosos, camino a casa en la Máquina del Misterio, los chicos escuchan un comercial de seguros de vida Minner en la radio, mientras pasan por un cartel de dicha industria. El Señor E se logra comunicar con los chicos por la radio de la camioneta, y les advierte que para resolver el misterio deben “abrir” sus ojos y prestar atención a las señales. Todos se preguntan de qué está hablando el Señor E, sin recordar que durante todo este tiempo habían estado oyendo y viendo anuncios de los seguros Minner.

La pandilla recurre a la ayuda del alcalde Jones, quien, sorpresivamente, les cuenta que tiene planeado atraer a los humungonautas a un estadio, para generar una gran suma de dinero con la venta de entradas. Al descubrir que su padre se está involucrando en su mayor pasión sin él, Fred se siente traicionado y se va llorando, seguido por Daphne.

Pese a todo, los chicos asisten al estadio, pero Vilma les advierte que ha descubierto que los monstruos tienen un patrón de atacar determinados edificios y no cualquier cosa, por lo que no se presentarán en el estadio. Con dicha información, el grupo se dirige a un viejo taller buquero, que de acuerdo con sus cálculos será el próximo punto de encuentro de las bestias. Tal como lo habían previsto, ambas criaturas comienzan a pelear salvajemente, destruyendo la propiedad mientras los chicos se esconden. No obstante, Misterio a la Orden aprovecha el momento para atrapar a los monstruos, con una trampa de Fred que esta vez, milagrosamente, sí funciona. A la escena llegan el alcalde y el sheriff, solo para descubrir que los llamados "viajeros espaciales" no son más que simples seres humanos: los gemelos Max y Jax Minner, dueños de compañías rivales de venta de seguros de Gruta de Cristal, y de las propiedades destruidas. Los gemelos explican que su pésima relación empezó cuando trabajaban en el circo y se les ocurrió la idea de crear a los Humungonautas para su acto de los hombres fuertes, pero un hermano decidió abandonar al otro. Desde entonces, ambos habían estado enfrentándose, destruyendo las propiedades que el otro aseguraba, para así aumentar sus acciones y por lo tanto, sus ganancias. Vilma había descubierto todo el plan gracias a Shaggy, quien le recordó el acertijo del Señor E.

Con los criminales capturados, Fred y Daphne celebran el hecho de que todos superaron sus problemas personales y lograron trabajar como equipo, y deciden conservar el nombre, pero no los uniformes que les diera Freddy. Entonces, con el misterio ya resuelto, tanto Scooby como Vilma vuelven a presionar a Shaggy para que tome una decisión y escoja a uno de ellos. El muchacho, incapaz de elegir entre su novia y su mejor amigo, pues los quiere a los dos por igual, vuelve a evadir el tema huyendo de ambos.